# Kizami-Zuki

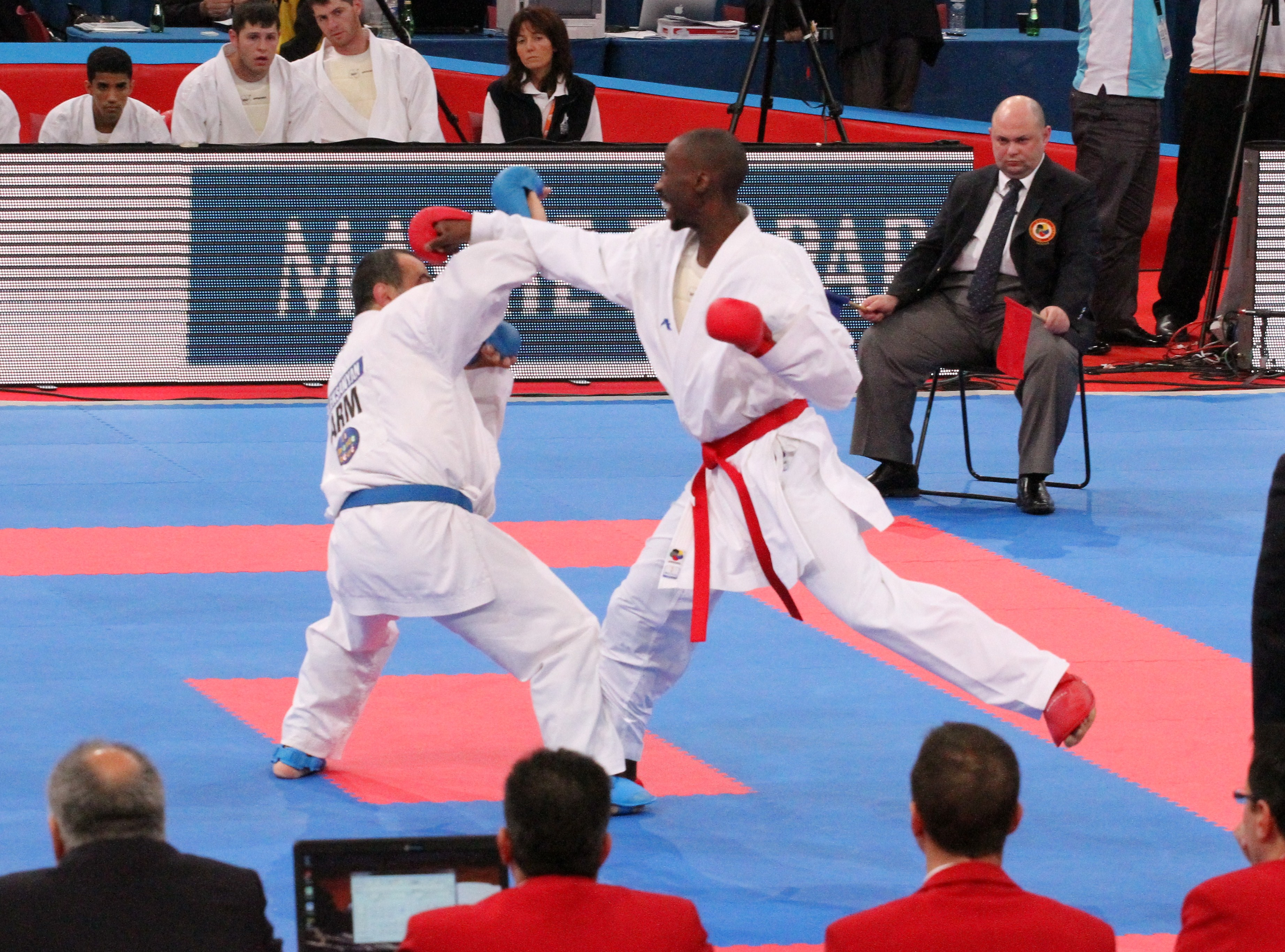
Kizamizuki im Karate (WM 2012)

Der Kizami-zuki (jap. 刻み突き, [kɪzamɪˌzɯkɪ]) ist ein Fauststoß, der vor allem im Karate Anwendung findet.
Dieser sogenannte „Prellstoß“ ist eine Form des Chokuzuki (gerader Fauststoß nach vorne), meistens in der Stellung Zenkutsu dachi.
Ähnlich wie beim Oizuki wird die Technik mit dem Arm ausgeführt, der auf derselben Seite wie der vordere Fuß ist.
Steht man also mit dem linken Fuß vorne, schlägt man mit der linken Faust.
Jedoch unterscheidet der Kizami-zuki sich vom Oizuki dadurch, dass er ohne Schritt nach vorne ausgeführt wird.
Der Kizami-zuki gehört zu den schnellsten Fausttechniken im Karate, da die Bewegung den kürzesten Weg nimmt, um den Gegner zu treffen (vordere Faust auf Jōdan, also Kopf oder Hals).
Da die Hüfte, welche im Karate für die meisten Bewegungen bewusst genutzt wird, hier vergleichsweise kaum eine Rolle spielt, fehlt es der Technik beispielsweise im Vergleich zum Gyakuzuki zwar an Kraft.
Jedoch macht der Kizamizuki dies mit der eben beschriebenen Geschwindigkeit wieder wett, zumal beim Treffen empfindlicher Regionen wie der Nase weniger Kraft benötigt wird, um Wirkung zu erzielen. Der Kizami-zuki gehört im Wettkampf zu den am häufigsten vorkommenden Techniken.
Der Kizami-zuki ist in allen Karatestilen vertreten und wird dort auch geprüft.